# Hobbock

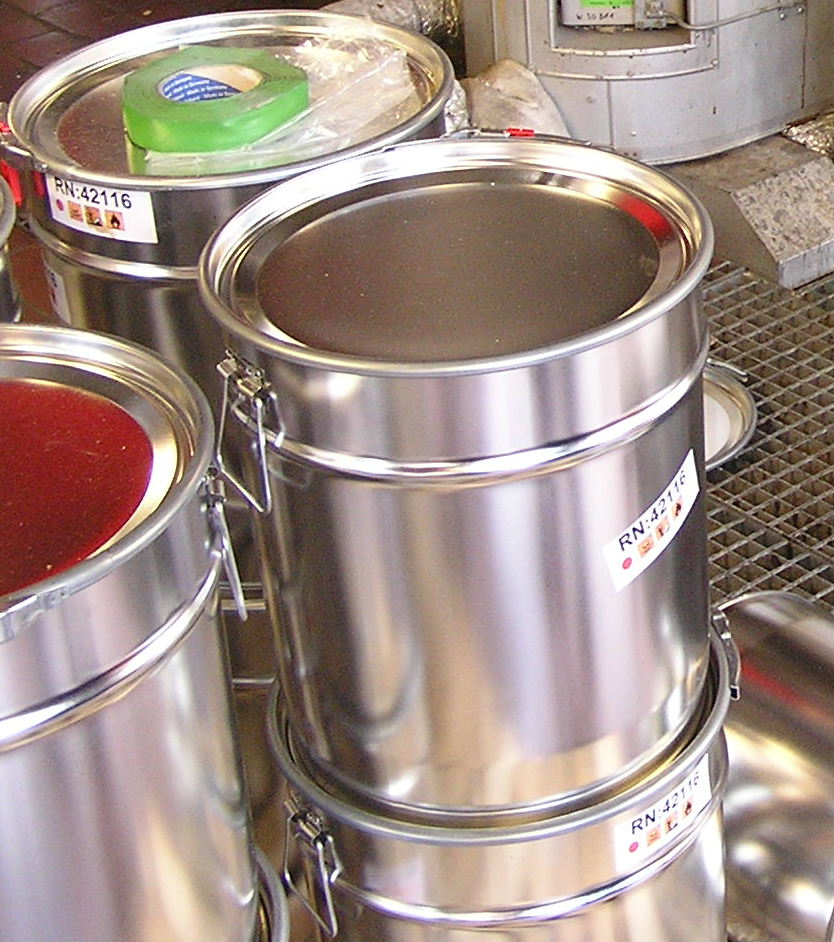
Hobbock aus Metall

Ein Hobbock ist ein fass- oder kanisterartiger Versandbehälter. In Hobbocks wird beispielsweise in der Chemieindustrie pulvriges Schüttgut abgefüllt, in der Regel im Umfang einiger Kilogramm pro Behälter.
Die Bezeichnung Hobbock hat ihren Ursprung in den Anfängen von New York. Die benachbarte Stadt Hoboken, ein Fischerort, gab dem Hobbock möglicherweise seinen Namen (der Duden vermutet als Namensgeber allerdings die englische Firma Hubbuck). Die Fischer trugen dort ihren Fang in Metallbehältern mit seitlichen Griffen (sog. Fallgriffen) zu den Fischmärkten. Die seitlichen Griffe ermöglichen es, einen schweren Behälter mit den Händen nah am Körper zu tragen, wohingegen dies bei Behältern mit einem Bügel (z. B. Eimer) nicht möglich ist. Nichtsdestoweniger wird im bayrischen Dialekt ein Hobbock auch als Eimer oder Kübel bezeichnet.
Heute werden Hobbocks meist für pulvrige Feststoffe wie z. B. Metallpulver und Stäube benutzt, aber auch für zähflüssige Materialien, wie z. B. Klebstoffe oder geschmolzenes Bienenwachs, sowie für Öle, Schmiermittel und (flüssige) Lackmaterialien z. B. im Automobilbereich.
Ein Hobbock ist per Definition darauf ausgelegt, von 1 bis 2 Personen getragen zu werden. Daraus ergibt sich eine natürliche Maximalgröße von 60 Liter, was einem Gewicht von ca. 50 bis 70 kg entspricht, je nach Art und Schüttdichte der Füllung. Es gab zumindest in der Vergangenheit auch größere Behälter dieser Art (siehe Bild).
Hobbocks gibt es in konischer und zylindrischer Form und meist haben sie Sicken, die ein Verrutschen beim Stapeln verhindern.

## Weblinks

Rechnung über einen Hobbock Wagenfett mit 120 kg aus dem Jahr 1935